# 凤凰街道 (泰州市)
凤凰街道，是中华人民共和国江苏省泰州市海陵区下辖的一个乡镇级行政单位。

## 行政区划
凤凰街道下辖以下地区：
塘湾集镇社区、陈庄社区、杨庄社区、西谢社区、刘庄社区、双河社区、东谢社区、振兴社区、盛和社区、向阳社区、梅兴社区、秦蒋社区、塘湾社区、朱穆社区和殷蒋社区。